# Guillermo de Mandeville
No confundir con William de Mandeville, tercer conde de Essex
Guillermo de Mandeville (William, m. 1116) fue un noble caballero  anglonormando, señor de  Mandeville y condestable de la Torre de Londres entre 1100 y 1103, hijo de Geoffrey de Magnaville, de quien recibió la heredad en 1100. En cuanto a sus propiedades, fue uno de los magnates más ricos de Inglaterra, pero como resultado de la fuga de Ranulf Flambard en 1101, cayó en desgracia, le fue impuesta una multa de 2200 libras y privado de sus propiedades, tres de ellas Sawbridgeworth, Saffron Walden y Great Waltham, generaban un tercio de los ingresos según el Libro Domesday. Enrique I de Inglaterra, además, destituyó a Guillermo de Mandeville como condestable de la Torre de Londres y nombró a Eudo Dapifer, su suegro, para sustituirle en el cargo. Estas mansiones solo fueron devueltas a su hijo Geoffrey II de Mandeville, primer conde de Essex, durante el reinado de Esteban de Inglaterra.
No se sabe si William fue de alguna manera cómplice de la fuga de Flambard, o simplemente fue un descuido de la guardia, pero el precio a pagar fue indudablemente alto.
A partir de 1105 la figura de Guillermo desaparece de las crónicas de la época, dejando una heredad paupérrima a su hijo primogénito.

## Herencia
Se casó con Margarita, hija de Eudo Dapifer. Fruto de esa relación nacieron varios hijos:
- Geoffrey II de Mandeville, primer conde de Essex;[2]
- Beatrice de Mandeville (m. 19 de abril de 1197), esposa de Hugo de Talbot (c. 1075-?), un hijo de Richard de Talbot, de quien se divorció. Se casó posteriormente con William II de Saye (c. 1106-1144).